# Marine Mammal Science
Die Zeitschrift Marine Mammal Science ist eine zoologische Fachzeitschrift, die als offizielle Zeitschrift von der Society for Marine Mammalogy herausgegeben wird. Das Magazin erscheint seit 1985 – mit der 28. Nummer im Jahr 2012. Aktuell wird es viermal im Jahr publiziert.
Vertrieben wird die Zeitschrift von dem wissenschaftlichen Verlag John Wiley & Sons. Dieser gibt einen Impact-Faktor von 1,463 für die Zeitschrift an.

## Inhalt
Die Zeitschrift deckt alle Themenbereiche der Forschung an Meeressäugern ab. Artikel behandeln entsprechend die Bereiche der Anatomie, Physiologie, Biochemie, Verhaltensbiologie, Ökologie, Populationsbiologie, Lebensweise, Genetik, Taxonomie und Evolutionsbiologie sowie Schutz und Erhaltung.
Die Zeitschrift wird einem Peer-Review unterzogen, Artikel können sowohl Originalergebnisse wie auch zusammenfassende Artikel (Review-Artikel), Mitteilungen und Meinungen zur Forschung an Meeressäugerarten beinhalten.

## Belege
1. 1 2 3  
Marine Mammal Science. In: marinemammalscience.org, Society for Marine Mammalogy (englisch).
2. 1 2  
Marine Mammal Science. In: wiley.com, John Wiley & Sons (englisch).